# 캐주얼티
《캐주얼티》(영어: Casualty)는 BBC One에서 1986년부터 방영 중인 영국의 의학 드라마이다. 가상의 홀비 시티 병원 응급실이 배경이다.
2009년 기네스 세계 기록을 통해 역대 최장수 의학 드라마로 공인 받았다.
한국에서는 2014년 헬스메디tv에서 방영하였다.
스핀오프로 종영한 《홀비 시티》(1999-2022)가 있다.

## 출연
- 헬렌 백슨데일 (1993)
- 오너 블랙먼 (2013)
- 올랜도 블룸 (1994-96)
- 조디 코머 (2012)
- 미니 드라이버 (1991)
- 크리스토퍼 에클스턴 (1990)
- 마틴 프리먼 (1998)
- 브렌다 프리커 (1986-90, 1998, 2007, 2010)
- 세이디 프로스트 (1988)
- 롭슨 그린 (1989-92)
- 조지 해리스 (1986-2004)
- 톰 히들스턴 (2007)
- 실리아 임리 (1995)
- 앨프리드 몰리나 (1986)
- 조니 리 밀러 (1992)
- 파민더 나그라 (1996, 1998)
- 앤드루 색스 (2008-11)
- 프루넬라 스케일스 (2004)
- 머리나 서티스 (2001)
- 데이비드 월리엄스 (2003)
- 케이트 윈즐릿 (1993)
- 레이 윈스턴 (1995)

## 같이 보기
- 올 세인츠 (드라마)
- ER (드라마)